# Ardon d'Aniane
Ardon d'Aniane aussi connu sous les noms de Smaragde d'Aniane et d'Ardon Smaragde (né en 783 - mort à Aniane en Occitan, alors possession de l'Empire carolingien, le 7 mars 843), est un moine bénédictin, abbé et hagiographe. Il est vénéré comme un saint par l'Église catholique. Il est fêté le 7 mars.

## Biographie
On sait peu de chose sur l'enfance d'Ardon et les circonstances de son entrée au monastère. Moine de l'abbaye d'Aniane, il est un proche collaborateur de Benoît d'Aniane, fondateur dudit monastère. Il semble avoir été le directeur de l'école attenante au monastère. En 794, il accompagne Benoît au synode de Francfort et en 814 lui succède comme abbé après que ce dernier a rejoint la cour impériale à Aix-la-Chapelle
Ardon d'Aniane est surtout connu pour sa Vie de Benoît d'Aniane sous le titre latin de Vita Benedicti Abbatis Anianensis et Indensis auctore Ardone, œuvre écrite en 822 et qui permet de connaître avec beaucoup de détails celui que l'histoire religieuse retient comme le second fondateur (après Benoît de Nursie) de l'ordre bénédictin.  